# Habiba Bouhamed Chaabouni
Habiba Bouhamed Chaabouni es una genetista y universitaria tunecina, profesora de la universidad de Túnez - El Manar.
Su trabajo trata sobre la mejora de la salud de las niñas y familias afectadas por enfermedades genéticas y busca que la genética médica sea reconocida como una disciplina de primer plan en su país.

## Estudios
En 1975, hizo doctorado a la facultad de medicina de Túnez. En 1978, hizo un Diploma de Estudios Avanzados (DEA) en biología del desarrollo en la universidad París-Descartes después, el año siguiente, otro DEA en Fisiología con opción genética y un diploma de especialidad en Pediatría en la facultad de medicina de Túnez, así como un certificado de estudios especiales en Genética a la Universidad de París V Descartes
Resultada asistente en el hospital Charles-Nicolle de Túnez en 1980, obtiene un certificado de estadísticos aplicadas a la medicina (opción terapéutica) y un certificado de metodología estadística al Instituto de estadístico de las universidades de París.

## Carrera profesional
En 1985, es nombrada profesora y directora del departamento de genético a la facultad de medicina de Túnez. Resulta profesora en medicina genética en la misma facultad en 1993.
En 1989, funda el servicio hospitalo-universitario de los servicios de enfermedades congénitas y hereditarias en el hospital Charles-Nicolle de Túnez, que dirige hasta en 2014 Al seno de la facultad de medicina de Túnez, funda en 1994 el DEA después el máster en genético humana, que coordina hasta en 2012, después funda en 1997 el doctorado en biología de la salud, que coordina todavía en 2018. En 1999, funda el laboratorio de genético humana y resulta la directora hasta en 2015.

## Proyectos e investigaciones
Desde el comienzo de su carrera y durante más de una década, contribuye a la puesta a disposición de servicios asesores genéticos a la población, propuestos por primera vez en 1981 antes de que un servicio de genético médica y de consulta no ve el día en 1993 Por otra parte, en un estudio épidémiologique sobre la consanguinidad llevada en el norte de Túnez en 1983, descubre que un cuarto de los matrimonios se hace entre primos germains, aumentando así el riesgo de enfermedades genéticas.
Contribuye igualmente a la investigación en medicina genética, identificando y describiendo de nuevas mutaciones que intervienen en diferentes patologías, y a de numerosas de iniciativas internacionales que se informan a las enfermedades hereditarias, cuya Declaración universal sobre el genoma humano y los derechos del hombre adoptado por la conferencia general de la Unesco.

## Títulos honoríficos y premios
Desde 2011, es miembro correspondiente extranjera a la Academia Nacional de Medicina. Desde 2013, es también miembro correspondiente de la Academia tunecina de las ciencias, de las cartas y de los artes.
En paralelo, es miembro del despacho de la Asociación Mujeres y Liderazgo y de varias coberturas internacionales, como la Cobertura euro-mediterráneo (2003-2012), EuroMed Connect (2004) y la Cobertura de los expertos gubernamentales cerca del Comité internacional de bioética (1997].
En 1992 y 2006, el presidente de la República tunecina Zine El Abidine Ben Ali la decora del Orden de la República. En 1997 y 2007, es decorada igualmente del Orden del Mérito para la enseñanza.
En 2006, recibe el Premio L'Oréal-UNESCO a Mujeres en Ciencia. En 2007, obtiene el Premio internacional Il Lazio tra Europa e Mediterraneo para la investigación científica puesto por la región de Lacio.